# Боривој Лазић
Боривој Ж. Лазић (Помијача код Лознице, 1. август 1939 – Београд, 4. април 2015) био је српски научник и редовни професор ЕТФ у Београду (у пензији од 30. септембра 2004).
Ja tebe volim.

## Настава
На основним студијама проф. Лазић је предавао предмете: Основе рачунарске технике, Организација и Архитектура рачунара, Оперативни системи, Програмабилни индустријски контролери и Локалне рачунарске мреже. Држао је и постдипломску наставу на ЕТФ Београд и предавања на Војнотехничкој академији у Жаркову (од 1966). Такође је као професор предавао на ЕТФ Скопље, Приштина, Подгорица и Ниш. Осим тога, ишао је као спољни сарадник: у Институт Михајло Пупин од 1972- 1974. и 1979- 1983, у Институт „Лола Рибар“ од 1984- 1988, и у ДП „Информатика“ а.д. од 1989-1996.

## Публикације
Публиковао је 38 научних радова у домаћим и страним часописима и на стручним конференцијама. Аутор је два универзитетска уџбеника („Логичко пројектовање рачунара“ 1994. и „Прекидачке мреже“ 2006) и Збирке решених задатака из лог.пројектоваља 1991. и 1995. (као коаутор), издање Академска Мисао Београд. Учествовао је у 16 великих пројеката РЗНС, а у девет је био руководилац.

## Чланство у удружењима и функције
- Изабран је 1997. за члана Међународне Академије за телекомуникације у Москви.
- Био је продекан и декан и председник Савета ЕТФ, члан Скупштине Унивезитета Београд, шеф Катедре за РТИ ЕТФ итд.
- За декана ЕТФ биран је пет пута (1991-1998. и поново 2000-2002). Био је председник Савета Универзитета Београд 2002-2004.
- Био је члан Управних Одбора: РТБ- Бор (од 2000-2001), Телеком Србија (2001-2004), ИРИТЕЛ (од децембра 2006), Универзитетска библиотеке Београд, СЕШ „Н. Тесла“ и Делта Банке, као и члан Научног већа Института Кирило Савић (од 1996).
- Члан је Председништва Друштва за ЕТРАН од 1993. и шеф РТИ секције, а изабран за почасног члана ЕТРАН-а од 2013.[1]
- Члан Редакције часописа „Војно- технички гласник“ од 1994. и часописа „Пракса“ од 1995.
- Био је председник Одбора за науку и технологију Привредне коморе Београда и члан њеног жирија за награде Др и Мр радова од 1992
- Члан Одбора за електротехнику РМНТ од 1990. до 2000. и члан Савета Математичког Факултета у Београду.